# Monticelli Ripa d'Oglio
Monticelli Ripa d'Oglio è una frazione del comune di Pessina Cremonese, in provincia di Cremona.
Fu comune autonomo fino al 1868.

## Geografia fisica
Monticelli è situata a breve distanza dalla riva destra del fiume Oglio, a 5 km ad est di Pessina Cremonese.

## Storia
Per Monticelli Ripa d’Oglio la più antica citazione documentaria risale al 1060, quando, con denominazione di Montesello Nuovo, viene ricordato in una bolla di Papa Nicolò II, come località soggetta al monastero di Santa Giulia di Brescia. A quell’epoca il fiume Oglio scorreva proprio ai piedi del lieve pendio su cui si trovava il piccolo borgo che ancor oggi ricorda, nel nome, l’antico percorso fluviale. Sul finire dell’XI secolo o agli inizi del XII esso venne concesso al monastero benedettino di S. Lorenzo di Cremona, che possedeva vari terreni nella zona, già in parte bonificati se negli Statuti della città di Cremona, del XIV secolo, è nominata la strada di Monticelli Ripa d’Oglio che probabilmente giungeva a Canneto sull'Oglio o ad Asola.
La posizione leggermente sopraelevata ed il passaggio di una via di comunicazione giustificherebbero di per sé l’erezione di una rocca che, secondo alcune fonti, doveva sorgere sul fianco sinistro dell’attuale chiesa, la quale si fregia, come quella di Isola Dovarese, del titolo di pieve.
Nel ‘400 la storia del paese si mescola infatti con quella del vicino comune di Isola che passò per spontanea dedizione sotto il governo dei Gonzaga di Mantova, investiti anche di Monticelli, Calvatone, Canneto ed Ostiano dall’imperatore Sigismondo.
Nel XVII secolo un grave evento, che molti lutti e disgrazie portò a vari paesi cremonesi situati nell’area sud-est come Cella Dati, Sospiro, S. Salvatore, colpì anche Monticelli: il saccheggio da parte delle truppe franco-estensi del duca di Modena, deciso a strappare Cremona dalle mani spagnole.